# Gekijōban Pocket Monsters: Celebi Toki o Koeta Deai
Pokémon: Celebi  và Cuộc gặp gỡ vượt thời gian, ban đầu ra mắt ở Nhật Bản với tên là Pocket Monsters the Movie: Celebi A Timeless Encounter (劇場版ポケットモンスター セレビィ 時を越えた遭遇（であい） Gekijōban Poketto Monsutā Serebyi Toki o Koeta Deai, lit. "Celebi: The Meeting that Traversed Time"), là phim hoạt hình Nhật Bản 2001 của đạo diễn Kunihiko Yuyama và dựa trên loạt phim truyền hình Pokémon. Là phim chính thức thứ tư của phim Pokémon. Phim công chiếu ở Nhật Bản vào ngày 7 tháng 7 năm 2001. Phim của đạo diễn  Kunihiko Yuyama ở Nhật Bản, và được viết bởi Hideki Sonoda. 

## Nội dung
Rừng là nơi cư trú của nhiều loài Pokemon trong đó cũng có những loài Pokemon quý hiếm có thể điều khiển không gian và thời gian Celebi một trong những sinh vật sống trong khu rừng, cũng vì sự quý hiếm đó mà nhiều người muốn truy bắt Pokemon huyền thoại này, một cậu bé vô tình dính vào sự việc của một tên thợ săn đang truy bắt Celebi thế rồi trong lúc đường cùng Celebi đã đưa cậu đến một không gian khác mà cậu không hề hay biết.

## Phân vai
| Nhân vật                       | Diễn viên lồng tiếng Nhật | Diễn viên lồng tiếng Anh               |
| ------------------------------ | ------------------------- | -------------------------------------- |
| Ash Ketchum (Satoshi)          | Rica Matsumoto            | Veronica Taylor                        |
| Pikachu                        | Ikue Ōtani                | Ikue Ōtani                             |
| Misty (Kasumi)                 | Mayumi Iizuka             | Rachael Lillis                         |
| Brock (Takeshi)                | Yūji Ueda                 | Eric Stuart                            |
| Togepi                         | Satomi Kōrogi             | Satomi Kōrogi                          |
| Jessie (Musashi)               | Megumi Hayashibara        | Rachael Lillis                         |
| James (Kojirō)                 | Shin-ichiro Miki          | Eric Stuart                            |
| Meowth (Nyarth)                | Inuko Inuyama             | Maddie Blaustein                       |
| Bayleef                        | Mika Kanai                |                                        |
| Child Prof Oak (Yukinari)      | Keiko Toda                | Tara Sands (Tara Jayne)                |
| Diana (Miku)                   | Anne Suzuki               | Roxanne Beck                           |
| Towa                           | Mami Koyama               | Veronica Taylor Kerry Williams (young) |
| Iron Masked Marauder (Vicious) | Shirō Sano                | Dan Green                              |
| Vicious's Scizor (Hassamu)     | Katsuyuki Konishi         | Eric Stuart                            |
| Vicious's Sneasel (Nyūra)      | Yumi Tōma                 | Kayzie Rogers                          |
| Celebi                         | Kazuko Sugiyama           | Kazuko Sugiyama                        |
| Suicune                        | Masahiko Tanaka           | Masahiko Tanaka                        |
| White                          | Takashi Fujii             | Marc Thompson                          |
| Thợ săn                        | Kōichi Yamadera           |                                        |
| Hunter's Scyther (Strike)      | Kōichi Sakaguchi          | Eric Stuart                            |
| Hunter's Houndoom (Hellgar)    | Tomoyuki Kōno             |                                        |
| Hunter's Ursaring (Ringuma)    | Hisao Egawa               |                                        |
| Hunter's Furret (Ōtachi)       | Akiko Suzuki              |                                        |
| Hunter's Teddiursa (Himeguma)  | Ryōka Yuzuki              | Tara Jayne                             |
| Hunter's Stantler (Odoshishi)  | Shinichi Namiki           |                                        |
| Hunter's Oddish (Nazonokusa)   | Kaori Tsuji               | Kayzie Rogers                          |
| Croconaw (Alligates)           | Masaru Motegi             | Eric Stuart                            |
| Tiến sĩ Oak (Ōkido)            | Unshō Ishizuka            | Stuart Zagnit (Stan Hart)              |
| Tracey Sketchit (Kenji)        | Tomokazu Seki             | N/A                                    |
| Người dẫn chuyện               | Unshō Ishizuka            | Rodger Parsons (Ken Gates)             |

## Âm nhạc
- Bài hát mở đầu:

"Kakurenbo" của Whiteberry, "Mezase Pokemon Master Deluxe" của Rica Matsumoto 
1. 2: "Born to be a Winner (Movie Remix)" của Russell Velazquez

- Bài hát kết thúc: "Ashita Tenki Shite o Kure" của Fuuji Fumiya,

"CELE-B-R-A-T-E" của Russell Velazquez,
1. 2: "C-E-L-E-Brate"